# In the Earth
In the Earth è un film del 2021 scritto e diretto da Ben Wheatley.

## Produzione
Il film è stato girato, in segreto, in soli quindici giorni durante la pandemia di COVID-19.

## Promozione
Il primo teaser trailer del film viene diffuso il 15 dicembre 2020 mentre il trailer esteso il 25 marzo 2021.

## Distribuzione
Il film è stato presentato al Sundance Film Festival il 30 gennaio 2021 e distribuito nelle sale cinematografiche statunitensi a partire dal 23 aprile 2021.

## Accoglienza

### Critica
In the Earth è stato tra i film più apprezzati al Sundance Film Festival del 2021.
Sull'aggregatore Rotten Tomatoes il film riceve il 77% delle recensioni professionali positive su 57 critiche, mentre su Metacritic ottiene un punteggio di 61 su 100 basato su 15 critiche.